# بخش پروومایسکی، استان تامبوف
بخش پروومایسکی، استان تامبوف (به لاتین: Pervomaysky District, Tambov Oblast) یک سکونتگاه مسکونی در روسیه است که در استان تامبوف واقع شده‌است.